# Damernas parhoppning i höga hopp i simhopp vid olympiska sommarspelen 2012
Damernas parhoppning i höga hopp i simhopp vid olympiska sommarspelen 2012 i London ägde rum 31 juli i London Aquatics Centre.

## Medaljörer
| Event                          | Guld                      | Silver                                 | Brons                                   |
| Parhoppning 10 meter höga hopp | Chen Ruolin Wang Hao Kina | Paola Espinosa Alejandra Orozco Mexiko | Meaghan Benfeito Roseline Filion Kanada |

## Resultat
| Placering | Idrottare                                     | Hopp             | Hopp             | Hopp             | Hopp             | Hopp             | Totalt |
| Placering | Idrottare                                     | 1                | 2                | 3                | 4                | 5                | Totalt |
| --------- | --------------------------------------------- | ---------------- | ---------------- | ---------------- | ---------------- | ---------------- | ------ |
| 1         | Kina Chen Ruolin Wang Hao                     | 53,40 (53,40) 2= | 56,40 (109,80) 1 | 81,00 (190,80) 1 | 89,28 (280,08) 1 | 88,32 (368,40) 1 | 368,40 |
| 2         | Mexiko Paola Espinosa Alejandra Orozco        | 51,60 (51,60) 7= | 50,40 (102,00) 7 | 84,40 (186,40) 2 | 75,24 (261,64) 2 | 81,60 (343,24) 2 | 343,24 |
| 3         | Kanada Meaghan Benfeito Roseline Filion       | 53,40 (53,40) 2= | 52,80 (106,20) 4 | 75,60 (181,80) 3 | 73,26 (255,06) 3 | 82,56 (337,62) 3 | 337,62 |
| 4         | Australien Loudy Wiggins Rachel Bugg          | 52,20 (52,20) 6  | 50,40 (102,60) 6 | 72,90 (175,50) 7 | 70,29 (245,79) 4 | 77,76 (323,55) 4 | 323,55 |
| 5         | Storbritannien Sarah Barrow Tonia Couch       | 54,00 (54,00) 1  | 53,40 (107,40) 2 | 68,16 (175,56) 6 | 68,40 (243,96) 6 | 77,76 (321,72) 5 | 321,72 |
| 6         | Tyskland Nora Subschinski Christin Steuer     | 53,40 (53,40) 2= | 49,80 (103,20) 5 | 76,80 (180,00) 4 | 64,38 (244,38) 5 | 68,40 (312,78) 6 | 312,78 |
| 7         | Malaysia Leong Mun Yee Pandelela Rinong       | 52,80 (52,80) 5  | 54,00 (106,80) 3 | 70,20 (177,00) 5 | 60,48 (237,48) 7 | 71,04 (308,52) 7 | 308,52 |
| 8         | Ukraina Julia Prokoptjuk Viktorija Potjechina | 51,60 (51,60) 7= | 49,80 (101,40) 8 | 68,16 (169,56) 8 | 64,80 (234,36) 8 | 65,28 (299,64) 8 | 299,64 |